# Дети и лягушка
Скульптура-фонтан «Молодость» (фр. «Jeunesses») — установленная в Одессе скульптурная композиция французского скульптора эпохи модерн Макса Блонда, называемая одесситами «Дети и лягушка» или «Нарцисс».

## История появления
Французский скульптор Макс Блонда выставил мраморную скульптурную композицию-фонтан «Молодость» на Парижском художественном салоне 1904 года. Работа пользовалась успехом, приобрести её пытались несколько покупателей из разных стран Европы. Возможно, чтобы удовлетворить спрос, скульптор договорился с покупателями об изготовлении реплик скульптурной группы. В каждую отдельную композицию были внесены некоторые изменения, связанные, возможно, с пожеланиями каждого конкретного заказчика.
Ориентировочно в те (1905–1907) годы одна из скульптурных групп была приобретена кем-то из состоятельных одесситов. Одесские краеведы Елена Краснова и Анатолий Дроздовский высказали предположение, что скульптура изначально была установлена на территории дачи Акима Биска, известного на Юге России ювелира и отца поэта и переводчика Александра Биска. Биски владели дачей по адресу Французский бульвар, 26, впоследствии там были возведены корпуса Одесского университета.

## Современное состояние

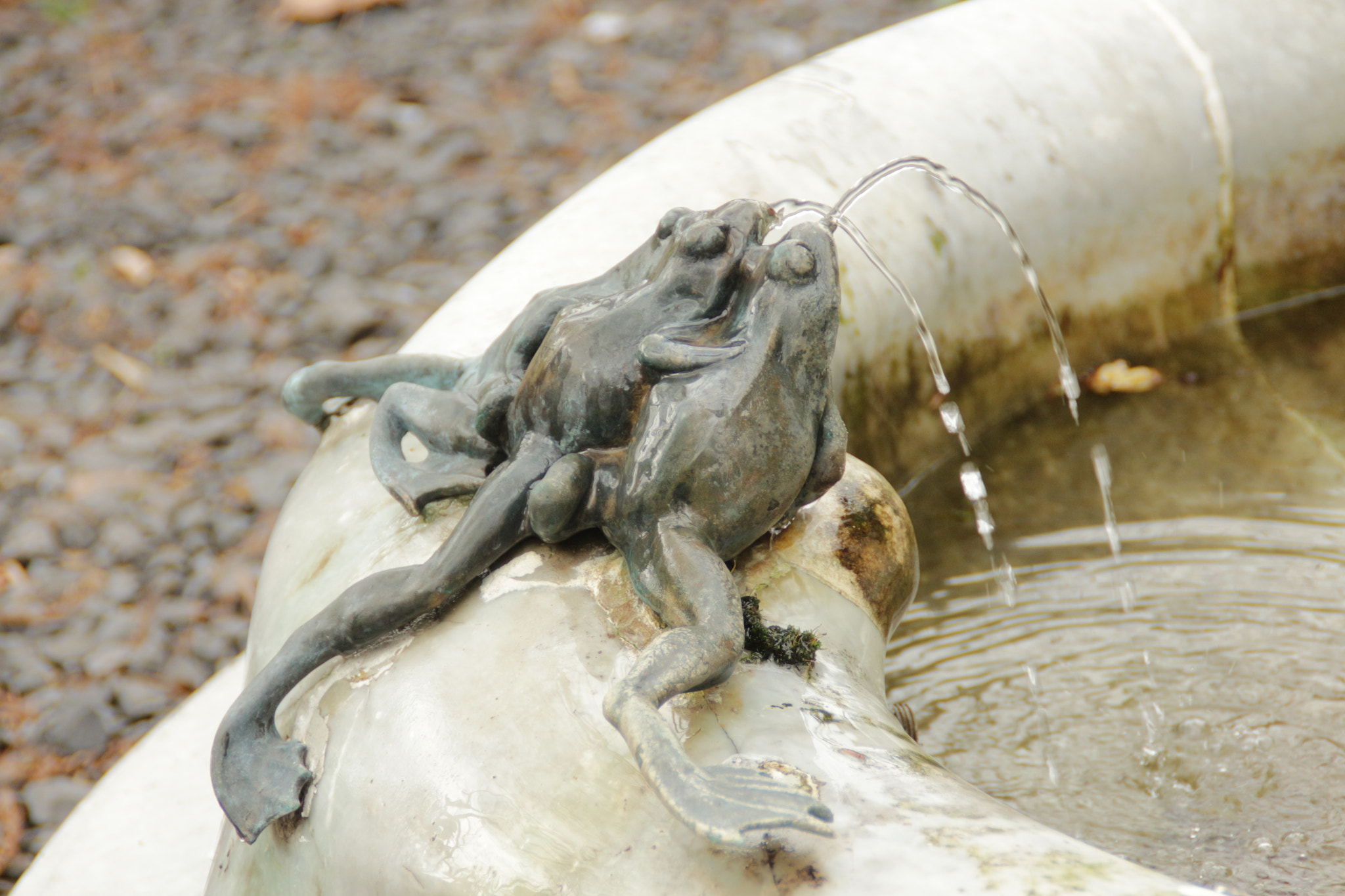
Лягушки на фонтане в Дюссельдорфе крупным планом.

После установления советской власти недвижимое имущество подверглось национализации. Эта участь постигла и дачу Бисков. Архитектор В. Трофименко в библиографическом справочнике «Зодчие Украины конца XVIII — середины XX века» указал, что скульптура-фонтан «Дети и лягушки» (sic) была установлена на Театральной площади в Одессе в 1925 году. В начале фонтан установили в центре клумбы, отделяющей Городской театр от здания Английского клуба. На довоенных и послевоенных фотографиях хорошо виден этот фонтан на фоне театра. В 1970-х годах композиция была перемещена вплотную к зданию Английского клуба, в котором в советское время располагался Одесский Музей морского флота.
Находясь на Театральной площади, скульптурная композиция неоднократно становилась объектом атак вандалов — у фигур детей отбивали фрагменты конечностей, лягушку разбивали или похищали. Последствия вандализма всякий раз приходилось устранять городским службам.
В классическом варианте фонтана работы Блонда, который до сих пор можно увидеть в Дюссельдорфе и Цюрихе, три лягушки, «слепленные» друг с другом, сидят напротив детей на противоположном конце фонтана, испуская три струи воды. Возможно, такими же были первоначально и лягушки фонтана в Одессе, однако, затем они могли быть утрачены и заменены одной лягушкой.

## Реплики скульптурной группы в других странах
Фонтаны «Молодость» Макса Блонда в 1905—1907 годах были установлены во французском Дижоне, немецком Дюссельдорфе, американском Денвере, швейцарском Цюрихе. Композиции различаются количеством установленных лягушек и деталями проработки камня, на котором размещены изваяния троих сидящих детей, причем эти скульптурные группы полностью идентичны во всех случаях.
В Дижоне фонтан установлен на площади Дарси в центре города и окружён живописными цветочными клумбами. Дижонцы называют его фонтаном молодости, как назвал его автор, или фонтаном с лягушками.
В Дюссельдорфе фонтан Блонда появился раньше, чем в других городах, — в 1905 году. Здесь он получил наименование нем. «Maerchenbrunnen» («Сказочный фонтан»). Установили его в старинном дворцовом парке (нем. Hofgarten) — первом общественном парке Германии. Хотя фонтан предусмотрительно обнесли изящной решеткой, это не помогло уберечь от местных вандалов мраморные фигуры, и статуи периодически терпели от злоумышленников существенный ущерб. Накануне празднования 80-летия фонтана городские власти Дюссельдорфа перенесли мраморные скульптуры в музей, а в парке заменили их бронзовыми копиями, повредить которые значительно труднее. Дюссельдорфский фонтан не раз рисовали художники, известно множество его фотографических изображений и почтовых открыток различных времён.
Помимо фонтанов Макс Блонда использовал сюжет популярной скульптурной группы «Дети и лягушка» для различных бытовых предметов: фарфорового чернильного прибора, золотобронзовой пепельницы, деревянной статуэтки и т. п.